# ウルメア川
ウルメア川(ウルメアがわ、バスク語: Urumea, 発音 [uˈɾumea]または[uɾuˈmea])は、イベリア半島北部を流れる河川。スペインのナバーラ州とバスク州を流れている。バスク語でurは「水」、me(he)aは「細い」という意味であり、単にウルメアで「川」の意味を内包しているが、ここでは便宜的にウルメア川と表記する。全長59.4km。

## 流路
バスク山脈の麓、ナバーラ州の北端に近いゴイスエタに端を発し、北に向かって流れる。ナバーラ州内を約26km、バスク州ギプスコア県内を約33km流れてビスケー湾（大西洋）に注いでいる。中下流域でもっとも大きい町は彫刻家エドゥアルド・チリーダの個人美術館があるギプスコア県エルナニであり、製紙業や化学工業、アルミニウム製材業やリフト製造業などの工業団地が置かれている。リンゴ酒製造所やリンゴ酒博物館で有名なアスティガラガを経て、最下流部でサン・セバスティアンを流れる。下流部には農作物の生産や都市開発に適した広い平地を形成しており、212,564人が住むギプスコア県でもっとも人口の多い流域である。サン・セバスティアンにはクルサール橋（スリオラ橋）、サンタ・カタリーナ橋、マリア・クリスティーナ橋という3本の記念橋が架かっており、クルサール国際会議場・公会堂を横手に見ながらビスケー湾に合流する。1921年に建設されたクルサール橋はビクトル・アラナによってデザインされたアール・デコ様式の街路灯が特徴である。サンタ・カタリーナ橋はサン・セバスティアンでもっとも早く架けられた橋であり、長い間木橋だったが現在は石橋である。フアン・アルダイがデザインして1926年に設置された街路灯を見ることができる。これらの橋の他に、サン・セバスティアン市内にはオレンジ色の床板が特徴のムンダイス橋（1999年完成）、マヌ・ムニアテヒアンディコエチェアが設計した白色のレンダカリ・アギーレ橋（2010年完成）、レアル・ソシエダ橋（2010年完成）、クリスティーナ・エネア公園に渡るミケル・ラボア歩行橋（2009年完成）などが架かっている。

## 環境
水中の平均温度は摂氏13.5度であり、ギプスコア県を流れる他の河川に比べて流量の季節変動や年変動が少ない。総じて水質は良好であり、サン・セバスティアンがある河口付近では若干水質が悪化するが、それでも一定程度の良好な状態を保っている。優れた環境を回復させるために水質処理や浄化が行われてきた。
良好な水質のおかげで安定した魚類相がみられ、サケ、トラウト、エスカイル、ドジョウ、ウナギの5種が生息している。サケは1940年代に姿を消したが、水質改善活動のおかげで1980年代に再び姿を見せるようになった。